# Список птахів Непалу
Це перелік видів птахів, зафіксованих на території Непалу. Авіфауна Непалу налічує загалом 915 видів, з яких 1 є ендемічним, 1 був інтродукований людьми. 42 види перебувають під загрозою глобального вимирання.

## Позначки
Наступні теги використані для виділення деяких категорій птахів.
- (А) Випадковий — вид, який рідко або випадково трапляється в Непалі
- (Е) Ендемічий — вид, який є ендеміком Непалу
- (Ex) Локально вимерлий — вид, який більше не трапляється в Непалі, хоча його популяції існують в інших місцях
- (I) Інтродукований — вид, завезений до Непалу як наслідок, прямих чи непрямих людських дій

## Гусеподібні(Anseriformes)
Родина: Качкові (Anatidae)
- Свистач рудий, Dendrocygna bicolor (A)
- Свистач індійський, Dendrocygna javanica
- Гуска гірська, Anser indicus
- Гуска сіра, Anser anser
- Гуска білолоба, Anser albifrons (A)
- Гуменник великий, Anser fabalis (A)
- Лебідь чорнодзьобий, Cygnus columbianus (A)
- Лебідь-кликун, Cygnus cygnus (A)
- Качка шишкодзьоба, Sarkidiornis melanotos
- Огар рудий, Tadorna ferruginea
- Галагаз звичайний, Tadorna tadorna
- Чирянка-крихітка індійська, Nettapus coromandelianus
- Мандаринка, Aix galericulata (A)
- Чирянка-квоктун, Sibirionetta formosa (A)
- Чирянка велика, Spatula querquedula
- Широконіска північна, Spatula clypeata
- Нерозень, Mareca strepera
- Качка далекосхідна, Mareca falcata
- Свищ євразійський, Mareca penelope
- Крижень чорний, Anas poecilorhyncha
- Крижень китайський, Anas zonorhyncha (A)
- Крижень звичайний, Anas platyrhynchos
- Шилохвіст північний, Anas acuta
- Чирянка мала, Anas crecca
- Качка рожевоголова, Rhodonessa caryophyllacea (A) (Ex)
- Чернь червонодзьоба, Netta rufina
- Попелюх звичайний, Aythya ferina
- Чернь білоока, Aythya nyroca
- Чернь зеленоголова, Aythya baeri (A)
- Чернь чубата, Aythya fuligula
- Чернь морська, Aythya marila (A)
- Каменярка, Histrionicus histrionicus (A)
- Морянка, Clangula hyemalis (A)
- Гоголь зеленоголовий, Bucephala clangula
- Крех малий, Mergellus albellus (A)
- Крех великий, Mergus merganser
- Крех середній, Mergus serrator (A)

## Куроподібні(Galliformes)
Родина: Фазанові (Phasianidae)
- Куріпка чагарникова, Arborophila torqueola
- Куріпка непальська, Arborophila rufogularis
- Павич звичайний, Pavo cristatus
- Куріпка-шпороніг індійська, Galloperdix spadicea (A)
- Перепілка китайська, Synoicus chinensis
- Перепілка звичайна, Coturnix coturnix
- Перепілка чорновола, Coturnix coromandelica (A)
- Кеклик кремовогорлий, Alectoris chukar
- Улар тибетський, Tetraogallus tibetanus
- Улар гімалайський, Tetraogallus himalayensis
- Перепілка чагарникова, Perdicula asiatica (A)
- Турач туркменський, Francolinus francolinus
- Турач сірий, Ortygornis pondicerianus
- Турач болотяний, Ortygornis gularis
- Курка банківська, Gallus gallus
- Ітагін, Ithaginis cruentus
- Монал гімалайський, Lophophorus impejanus
- Куріпка сніжна, Lerwa lerwa
- Трагопан-сатир, Tragopan satyra
- Фазан гімалайський, Catreus wallichii
- Лофур непальський, Lophura leucomelanos
- Куріпка тибетська, Perdix hodgsoniae
- Коклас, Pucrasia macrolopha

## Фламінгоподібні(Phoenicopteriformes)
Родина: Фламінгові (Phoenicopteridae)
- Фламінго рожевий, Phoenicopterus roseus (A)

## Пірникозоподібні(Podicipediformes)
Родина: Пірникозові (Podicipedidae)
- Пірникоза мала, Tachybaptus ruficollis
- Пірникоза велика, Podiceps cristatus
- Пірникоза чорношия, Podiceps nigricollis

## Голубоподібні(Columbiformes)
Родина: Голубові (Columbidae)
- Голуб сизий, Columba livia
- Голуб скельний, Columba rupestris
- Голуб білоспинний, Columba leuconota
- Припутень, Columba palumbus (A)
- Columba hodgsonii
- Голуб непальський, Columba pulchricollis
- Горлиця велика, Streptopelia orientalis
- Горлиця садова, Streptopelia decaocto
- Streptopelia tranquebarica
- Горлиця китайська, Spilopelia chinensis
- Горлиця мала, Spilopelia senegalensis
- Горлиця смугастохвоста, Macropygia unchall
- Chalcophaps indica
- Вінаго зеленолобий, Treron bicinctus
- Вінаго світлоголовий, Treron phayrei
- Вінаго індокитайський, Treron curvirostra
- Вінаго жовтошиїй, Treron phoenicopterus
- Вінаго гострохвостий, Treron apicauda
- Вінаго клинохвостий, Treron sphenurus
- Пінон малазійський, Ducula aenea
- Пінон гірський, Ducula badia

## Рябкоподібні(Pterocliformes)
Родина: Рябкові (Pteroclidae)
- Саджа тибетська, Syrrhaptes tibetanus (A)

## Дрохвоподібні(Otidiformes)
Родина: Дрохвові (Otididae)
- Флорікан бенгальський, Houbaropsis bengalensis
- Флорікан індійський, Sypheotides indicus

## Зозулеподібні(Cuculiformes)
Родина: Зозулеві (Cuculidae)
- Коукал рудокрилий, Centropus sinensis
- Коукал малий, Centropus bengalensis
- Малкога індійська, Taccocua leschenaultii
- Кокиль, Phaenicophaeus tristis
- Зозуля каштановокрила, Clamator coromandus
- Зозуля строката, Clamator jacobinus
- Eudynamys scolopacea
- Дідрик смарагдовий, Chrysococcyx maculatus
- Кукавка смугаста, Cacomantis sonneratii
- Кукавка сіровола, Cacomantis merulinus (A)
- Кукавка мала, Cacomantis passerinus
- Зозуля-дронго вилохвоста, Surniculus dicruroides
- Зозуля-дронго азійська, Surniculus lugubris
- Зозуля велика, Hierococcyx sparverioides
- Зозуля білогорла, Hierococcyx varius
- Зозуля індокитайська, Hierococcyx nisicolor (A)
- Зозуля мала, Cuculus poliocephalus
- Зозуля короткокрила, Cuculus micropterus
- Зозуля глуха, Cuculus saturatus
- Зозуля звичайна, Cuculus canorus
- Зозуля сибірська, Cuculus optatus

## Дрімлюгоподібні(Caprimulgiformes)
Родина: Дрімлюгові (Caprimulgidae)
- Дрімлюга маньчжурський, Caprimulgus jotaka
- Дрімлюга пакистанський, Caprimulgus mahrattensis (A)
- Дрімлюга великохвостий, Caprimulgus macrurus
- Дрімлюга індійський, Caprimulgus asiaticus
- Дрімлюга савановий, Caprimulgus affinis

## Серпокрильцеподібні(Apodiformes)
Родина: Серпокрильцеві (Apodidae)
- Голкохвіст індійський, Zoonavena sylvatica
- Колючохвіст білогорлий, Hirundapus caudacutus
- Колючохвіст бурогорлий, Hirundapus cochinchinensis
- Салангана гімалайська, Aerodramus brevirostris
- Серпокрилець білочеревий, Apus melba
- Серпокрилець чорний, Apus apus
- Серпокрилець сибірський, Apus pacificus
- Серпокрилець асамський, Apus leuconyx
- Серпокрилець малий, Apus affinis
- Серпокрилець непальський, Apus nipalensis
- Серпокрилець південноазійський, Cypsiurus balasiensis

Родина: Клехові (Hemiprocnidae)
- Клехо індійський, Hemiprocne coronata

## Журавлеподібні(Gruiformes)
Родина: Пастушкові (Rallidae)
- Пастушок водяний, Rallus aquaticus (A)
- Пастушок східний, Rallus indicus
- Пастушок рудоголовий, Lewinia striata (A)
- Погонич звичайний, Porzana porzana (A)
- Курочка водяна, Gallinula chloropus
- Лиска звичайна, Fulica atra
- Султанка сіроголова, Porphyrio poliocephalus
- Курочка рогата, Gallicrex cinerea
- Багновик білогрудий, Amaurornis phoenicurus
- Погонич сіроногий, Rallina eurizonoides (A)
- Погонич індійський, Zapornia fusca
- Багновик бурий, Zapornia akool
- Погонич-крихітка, Zapornia pusilla
- Багновик чорнохвостий, Zapornia bicolor (A)

Родина: Журавлеві (Gruidae)
- Журавель степовий, Anthropoides virgo
- Журавель індійський,  Antigone antigone
- Журавель сірий, Grus grus
- Журавель чорношиїй, Grus nigricollis (A)

## Сивкоподібні(Charadriiformes)
Родина: Лежневі (Burhinidae)
- Лежень індійський, Burhinus indicus
- Лежень великий, Esacus recurvirostris

Родина: Чоботарові (Recurvirostridae)
- Кулик-довгоніг чорнокрилий, Himantopus himantopus
- Чоботар синьоногий, Recurvirostra avosetta

Родина: Серподзьобові (Ibidorhynchidae)
- Серподзьоб, Ibidorhyncha struthersii

Родина: Куликосорокові (Haematopodidae)
- Кулик-сорока євразійський, Haematopus ostralegus (A)

Родина: Сивкові (Charadriidae)
- Сивка морська, Pluvialis squatarola (A)
- Сивка бурокрила, Pluvialis fulva
- Чайка чубата, Vanellus vanellus
- Чайка річкова, Vanellus duvaucelii
- Чайка малабарська, Vanellus malabaricus
- Чайка сіра, Vanellus cinereus
- Чайка індійська, Vanellus indicus
- Чайка білохвоста, Vanellus leucurus
- Пісочник монгольський, Charadrius mongolus
- Пісочник товстодзьобий, Charadrius leschenaultii (A)
- Пісочник морський, Charadrius alexandrinus
- Пісочник великий, Charadrius hiaticula (A)
- Пісочник усурійський, Charadrius placidus
- Пісочник малий, Charadrius dubius

Родина: Мальованцеві (Rostratulidae)
- Мальованець афро-азійський, Rostratula benghalensis

Родина: Яканові (Jacanidae)
- Якана довгохвоста, Hydrophasianus chirurgus
- Якана білоброва, Metopidius indicus

Родина: Баранцеві (Scolopacidae)
- Кульон середній, Numenius phaeopus
- Кульон великий, Numenius arquata
- Грицик великий, Limosa limosa
- Крем'яшник звичайний, Arenaria interpres (A)
- Брижач, Calidris pugnax
- Побережник червоногрудий, Calidris ferruginea
- Побережник білохвостий, Calidris temminckii
- Побережник довгопалий, Calidris subminuta (A)
- Побережник білий, Calidris alba (A)
- Побережник чорногрудий, Calidris alpina
- Побережник малий, Calidris minuta
- Баранець малий, Lymnocryptes minimus
- Слуква лісова, Scolopax rusticola
- Баранець-самітник, Gallinago solitaria
- Баранець гімалайський, Gallinago nemoricola
- Баранець звичайний, Gallinago gallinago
- Баранець азійський, Gallinago stenura
- Баранець лісовий, Gallinago megala (A)
- Мородунка, Xenus cinereus (A)
- Плавунець круглодзьобий, Phalaropus lobatus (A)
- Набережник палеарктичний, Actitis hypoleucos
- Коловодник лісовий, Tringa ochropus
- Коловодник чорний, Tringa erythropus
- Коловодник великий, Tringa nebularia
- Коловодник ставковий, Tringa stagnatilis
- Коловодник болотяний, Tringa glareola
- Коловодник звичайний, Tringa totanus

Родина: Триперсткові (Turnicidae)
- Триперстка африканська, Turnix sylvatica
- Триперстка жовтонога, Turnix tanki
- Триперстка смугаста, Turnix suscitator

Родина: Дерихвостові (Glareolidae)
- Бігунець індійський, Cursorius coromandelicus
- Дерихвіст лучний, Glareola pratincola (A)
- Дерихвіст забайкальський, Glareola maldivarum
- Дерихвіст малий, Glareola lactea

Родина: Мартинові (Laridae)
- Мартин тонкодзьобий, Chroicocephalus genei
- Мартин звичайний, Chroicocephalus ridibundus
- Мартин буроголовий, Chroicocephalus brunnicephalus
- Мартин каспійський, Ichthyaetus ichthyaetus
- Мартин сизий, Larus canus (A)
- Мартин сріблястий, Larus argentatus (A)
- Мартин жовтоногий, Larus cachinnans (A)
- Крячок строкатий, Onychoprion fuscatus (A)
- Мартин чорнокрилий, Larus fuscus (A)
- Крячок малий, Sternula albifrons
- Крячок чорнодзьобий, Gelochelidon nilotica
- Крячок каспійський, Hydroprogne caspia
- Крячок білокрилий, Chlidonias leucopterus
- Крячок білощокий, Chlidonias hybrida
- Крячок річковий, Sterna hirundo
- Крячок чорночеревий, Sterna acuticauda
- Крячок індійський, Sterna aurantia
- Водоріз індійський, Rynchops albicollis

## Гагароподібні(Gaviiformes)
Родина: Гагарові (Gaviidae)
- Гагара червоношия, Gavia stellata (A)

## Лелекоподібні(Ciconiiformes)
Родина: Лелекові (Ciconiidae)
- Лелека-молюскоїд індійський, Anastomus oscitans
- Лелека чорний, Ciconia nigra
- Лелека білошиїй, Ciconia episcopus
- Лелека білий, Ciconia ciconia
- Ябіру азійський, Ephippiorhynchus asiaticus
- Марабу яванський, Leptoptilos javanicus
- Марабу індійський, Leptoptilos dubius (A)
- Лелека-тантал індійський, Mycteria leucocephala

## Сулоподібні(Suliformes)
Родина: Змієшийкові (Anhingidae)
- Змієшийка чорночерева, Anhinga melanogaster'

Родина: Бакланові (Phalacrocoracidae)
- Баклан яванський, Microcarbo niger
- Баклан великий, Phalacrocorax carbo
- Баклан індійський, Phalacrocorax fuscicollis (A)

## Пеліканоподібні(Pelecaniformes)
Родина: Пеліканові (Pelecanidae)
- Пелікан рожевий, Pelecanus onocrotalus (A)
- Пелікан сірий, Pelecanus philippensis

Родина: Чаплеві (Ardeidae)
- Бугай водяний, Botaurus stellaris
- Бугайчик китайський, Ixobrychus sinensis
- Бугайчик звичайний, Ixobrychus minutus
- Бугайчик рудий, Ixobrychus cinnamomeus
- Бугайчик чорний, Ixobrychus flavicollis
- Чапля сіра, Ardea cinerea
- Чапля білочерева, Ardea insignis (Ex)
- Чапля руда, Ardea purpurea
- Чепура велика, Ardea alba
- Чепура середня, Ardea intermedia
- Чепура мала, Egretta garzetta
- Чапля єгипетська, Bubulcus ibis
- Чепура австралійська, Egretta novaehollandiae
- Чапля індійська, Ardeola grayii
- Чапля мангрова, Butorides striata
- Квак звичайний, Nycticorax nycticorax
- Квак малайський, Gorsachius melanolophus (A)

Родина: Ібісові (Threskiornithidae)
- Коровайка бура, Plegadis falcinellus (A)
- Ібіс сивоперий, Threskiornis melanocephalus
- Ібіс індійський, Pseudibis papillosa
- Косар білий, Platalea leucorodia

## Яструбоподібні(Accipitriformes)
Родина: Скопові (Pandionidae)
- Скопа, Pandion haliaetus

Родина: Яструбові (Accipitridae)
- Шуліка чорноплечий, Elanus caeruleus
- Ягнятник, Gypaetus barbatus
- Стерв'ятник, Neophron percnopterus
- Осоїд чубатий, Pernis ptilorhynchus
- Шуляк азійський, Aviceda jerdoni (A)
- Шуляк чорний, Aviceda leuphotes
- Sarcogyps calvus
- Гриф чорний, Aegypius monachus
- Сип бенгальський, Gyps bengalensis
- Сип індійський, Gyps indicus (A)
- Gyps tenuirostris
- Кумай, Gyps himalayensis
- Сип білоголовий, Gyps fulvus
- Змієїд чубатий, Spilornis cheela
- Змієїд блакитноногий, Circaetus gallicus
- Nisaetus cirrhatus
- Орел-чубань гірський, Nisaetus nipalensis
- Орел-карлик індійський, Lophotriorchis kienerii
- Орел чорний, Ictinaetus malaiensis
- Підорлик індійський, Clanga hastata
- Підорлик великий, Clanga clanga
- Орел-карлик, Hieraaetus pennatus
- Орел рудий, Aquila rapax
- Орел степовий, Aquila nipalensis
- Могильник східний, Aquila heliaca
- Беркут, Aquila chrysaetos
- Орел-карлик яструбиний, Aquila fasciata
- Канюк білоокий, Butastur teesa
- Лунь очеретяний, Circus aeruginosus
- Circus spilonotus
- Лунь польовий, Circus cyaneus
- Лунь степовий, Circus macrourus
- Circus melanoleucos
- Лунь лучний, Circus pygargus
- Яструб чубатий, Accipiter trivirgatus
- Яструб туркестанський, Accipiter badius
- Яструб яванський, Accipiter virgatus
- Яструб малий, Accipiter nisus
- Яструб великий, Accipiter gentilis
- Шуліка рудий, Milvus milvus (A)
- Шуліка чорний, Milvus migrans
- Шуліка королівський, Haliastur indus
- Орлан-білохвіст, Haliaeetus albicilla
- Орлан-довгохвіст, Haliaeetus leucoryphus
- Орлан-рибалка малий, Icthyophaga humilis
- Орлан-рибалка великий, Icthyophaga ichthyaetus
- Канюк звичайний, Buteo buteo
- Buteo refectus
- Buteo japonicus
- Канюк степовий, Buteo rufinus
- Канюк монгольський, Buteo hemilasius

## Совоподібні(Strigiformes)
Родина: Сипухові (Tytonidae)
- Сипуха східна, Tyto longimembris
- Сипуха крапчаста, Tyto alba

Родина: Совові (Strigidae)
- Сплюшка гірська, Otus spilocephalus
- Сплюшка індійська, Otus bakkamoena
- Сплюшка бангладеська, Otus lettia
- Сплюшка східноазійська, Otus sunia
- Пугач палеарктичний, Bubo bubo
- Пугач індійський, Bubo bengalensis
- Пугач непальський, Bubo nipalensis
- Пугач брунатний, Bubo coromandus
- Пугач-рибоїд бурий, Ketupa zeylonensis
- Пугач-рибоїд рудий, Ketupa flavipes
- Сичик-горобець малий, Taenioptynx brodiei
- Сичик-горобець азійський, Glaucidium cuculoides
- Сичик-горобець індійський, Glaucidium radiatum
- Сич брамінський, Athene brama
- Сич хатній, Athene noctua
- Сова мангрова, Strix ocellata (A)
- Сова бура, Strix leptogrammica
- Сова сіра, Strix aluco
- Сова гімалайська, Strix nivicolum
- Сова вухата, Asio otus (A)
- Сова болотяна, Asio flammeus
- Сова-голконіг далекосхідна, Ninox scutulata

## Трогоноподібні(Trogoniformes)
Родина: Трогонові (Trogonidae)
- Трогон червоноголовий, Harpactes erythrocephalus

## Bucerotiformes
Родина: Одудові (Upupidae)
- Одуд, Upupa epops

Родина: Птахи-носороги (Bucerotidae)
- Гомрай дворогий, Buceros bicornis
- Токо індійський, Ocyceros birostris
- Птах-носоріг малабарський, Anthracoceros albirostris
- Калао непальський, Aceros nipalensis (Ex)

## Сиворакшоподібні(Coraciiformes)
Родина: Рибалочкові (Alcedinidae)
- Рибалочка-геркулес, Alcedo hercules (A)
- Рибалочка блакитний, Alcedo atthis
- Рибалочка темно-синій, Alcedo meninting
- Рибалочка-крихітка трипалий, Ceyx erithaca (A)
- Гуріал смарагдовокрилий, Pelargopsis capensis
- Альціон вогнистий, Halcyon coromanda
- Альціон білогрудий, Halcyon smyrnensis
- Альціон чорноголовий, Halcyon pileata (A)
- Рибалочка-чубань азійський, Megaceryle lugubris
- Рибалочка строкатий, Ceryle rudis

Родина: Бджолоїдкові (Meropidae)
- Бджолоїдка велика, Nyctyornis athertoni
- Бджолоїдка мала, Merops orientalis
- Бджолоїдка синьохвоста, Merops philippinus
- Бджолоїдка індійська, Merops leschenaulti

Родина: Сиворакшові (Coraciidae)
- Сиворакша бенгальська, Coracias benghalensis
- Сиворакша індокитайська, Coracias affinis
- Широкорот східний, Eurystomus orientalis

## Дятлоподібні(Piciformes)
Родина: Бородастикові (Megalaimidae)
- Бородастик червоноголовий, Psilopogon haemacephalus
- Psilopogon cyanotis
- Бородастик великий, Psilopogon virens
- Бородастик смугастий, Psilopogon lineatus
- Бородастик цейлонський, Psilopogon zeylanicus
- Бородастик золотогорлий, Psilopogon franklinii
- Бородастик блакитнощокий, Psilopogon asiaticus

Родина: Воскоїдові (Indicatoridae)
- Воскоїд гімалайський, Indicator xanthonotus

Родина: Дятлові (Picidae)
- Крутиголовка звичайна, Jynx torquilla
- Добаш індійський, Picumnus innominatus
- Добаш білобровий, Sasia ochracea
- Дятел рудоголовий, Yungipicus nanus
- Дятел сіролобий, Yungipicus canicapillus
- Leiopicus mahrattensis
- Dendrocoptes auriceps
- Dendrocopos hyperythrus
- Dendrocopos macei
- Dendrocopos darjellensis
- Dendrocopos himalayensis
- Dryobates cathpharius
- Древняк смугастий, Blythipicus pyrrhotis
- Дзьобак індокитайський, Chrysocolaptes guttacristatus
- Дзьобак індійський, Chrysocolaptes festivus
- Ятла руда, Micropternus brachyurus
- Дзекіль світлоголовий, Gecinulus grantia
- Дзьобак гімалайський, Dinopium shorii
- Дзьобак чорногузий, Dinopium benghalense
- Жовна мала, Picus chlorolophus
- Picus xanthopygaeus
- Picus squamatus
- Жовна сива, Picus canus
- Жовна жовтогорла, Chrysophlegma flavinucha
- Торомба велика, Mulleripicus pulverulentus

## Соколоподібні(Falconiformes)
Родина: Соколові (Falconidae)
- Сокіл-карлик червононогий, Microhierax caerulescens
- Боривітер степовий, Falco naumanni
- Боривітер звичайний, Falco tinnunculus
- Турумті, Falco chicquera
- Кібчик амурський, Falco amurensis
- Підсоколик малий, Falco columbarius
- Підсоколик великий, Falco subbuteo
- Підсоколик східний, Falco severus
- Лагар, Falco jugger
- Балабан, Falco cherrug
- Сапсан, Falco peregrinus

## Папугоподібні(Psittaciformes)
Родина: Psittaculidae
- Папуга індійський, Psittacula eupatria
- Папуга Крамера, Psittacula krameri (I)
- Папужець гімалайський, Psittacula himalayana
- Папуга сіроголовий, Psittacula finschii (A)
- Папужець фіолетовоголовий, Psittacula cyanocephala
- Папужець рожевоголовий, Psittacula roseata
- Папужець рожевоволий, Psittacula alexandri
- Кориліс індійський, Loriculus vernalis

## Горобцеподібні(Passeriformes)
Родина: Рогодзьобові (Eurylaimidae)
- Рогодзьоб довгохвостий, Psarisomus dalhousiae
- Рогодзьоб синьокрилий, Serilophus lunatus

Родина: Пітові (Pittidae)
- Піта непальська, Hydrornis nipalensis
- Піта короткохвоста, Pitta brachyura
- Піта чорноголова, Pitta sordida

Родина: Личинкоїдові (Campephagidae)
- Личинкоїд білокрилий, Pericrocotus erythropygius (A)
- Личинкоїд малий, Pericrocotus cinnamomeus
- Личинкоїд сірощокий, Pericrocotus solaris
- Личинкоїд короткодзьобий, Pericrocotus brevirostris
- Личинкоїд китайський, Pericrocotus ethologus
- Личинкоїд пломенистий, Pericrocotus speciosus
- Личинкоїд сірий, Pericrocotus divaricatus (A)
- Личинкоїд бурий, Pericrocotus cantonensis (A)
- Личинкоїд рожевий, Pericrocotus roseus
- Шикачик великий, Coracina macei
- Шикачик чорнокрилий, Lalage melaschistos
- Шикачик чорноголовий, Lalage melanoptera

Родина: Віреонові (Vireonidae)
- Янчик чорноголовий, Pteruthius rufiventer
- Янчик гімалайський, Pteruthius ripleyi
- Янчик рододендровий, Pteruthius aeralatus
- Янчик оливковий, Pteruthius xanthochlorus
- Янчик рудогорлий, Pteruthius melanotis
- Югина зеленоспинна, Erpornis zantholeuca

Родина: Вивільгові (Oriolidae)
- Вивільга індійська, Oriolus kundoo
- Вивільга чорноголова, Oriolus chinensis (A)
- Вивільга тонкодзьоба, Oriolus tenuirostris
- Вивільга східна, Oriolus xanthornus
- Вивільга червона, Oriolus traillii

Родина: Ланграйнові (Artamidae)
- Ланграйн пальмовий, Artamus fuscus

Родина: Вангові (Vangidae)
- Ванговець великий, Tephrodornis gularis
- Ванговець малий, Tephrodornis pondicerianus
- Личинколюб білокрилий, Hemipus picatus

Родина: Йорові (Aegithinidae)
- Йора чорнокрила, Aegithina tiphia

Родина: Віялохвісткові (Rhipiduridae)
- Віялохвістка білогорла, Rhipidura albicollis
- Віялохвістка білоброва, Rhipidura aureola

Родина: Дронгові (Dicruridae)
- Дронго чорний, Dicrurus macrocercus
- Дронго сірий, Dicrurus leucophaeus
- Дронго білочеревий, Dicrurus caerulescens
- Дронго великодзьобий, Dicrurus annectens
- Дронго бронзовий, Dicrurus aeneus
- Дронго малий, Dicrurus remifer
- Дронго лірохвостий, Dicrurus hottentottus
- Дронго великий, Dicrurus paradiseus

Родина: Монархові (Monarchidae)
- Монаршик гіацинтовий, Hypothymis azurea
- Terpsiphone affinis
- Монарх-довгохвіст азійський, Terpsiphone paradisi

Родина: Сорокопудові (Laniidae)
- Сорокопуд терновий, Lanius collurio (A)
- Сорокопуд рудохвостий, Lanius isabellinus (A)
- Сорокопуд сибірський, Lanius cristatus
- Сорокопуд індійський, Lanius vittatus
- Сорокопуд довгохвостий, Lanius schach
- Сорокопуд тибетський, Lanius tephronotus
- Сорокопуд сірий, Lanius excubitor

Родина: Воронові (Corvidae)
- Сойка звичайна, Garrulus glandarius
- Сойка гімалайська, Garrulus lanceolatus
- Кіта жовтодзьоба, Urocissa flavirostris
- Кіта червонодзьоба, Urocissa erythrorhyncha
- Циса зелена, Cissa chinensis
- Вагабунда світлокрила, Dendrocitta vagabunda
- Вагабунда сіровола, Dendrocitta formosae
- Сорока звичайна, Pica pica
- Горіхівка крапчаста, Nucifraga caryocatactes
- Клушиця, Pyrrhocorax pyrrhocorax
- Галка альпійська, Pyrrhocorax graculus
- Галка звичайна, Corvus monedula (A)
- Ворона індійська, Corvus splendens
- Ворона великодзьоба, Corvus macrorhynchos
- Ворона джунглева, Corvus levaillantii
- Крук звичайний, Corvus corax

Родина: Stenostiridae
- Віялохвістка жовточерева, Chelidorhynx hypoxanthus
- Канарниця сіроголова, Culicicapa ceylonensis

Родина: Синицеві (Paridae)
- Ремез вогнистоголовий, Cephalopyrus flammiceps
- Синиця оливкова, Sylviparus modestus
- Синиця золоточуба, Melanochlora sultanea
- Синиця чорна, Periparus ater
- Синиця афганська, Periparus rufonuchalis
- Синиця рудогуза, Periparus rubidiventris
- Синиця сірочуба, Lophophanes dichrous
- Гаїчка білоброва, Poecile superciliosus (A)
- Синиця довгодзьоба, Pseudopodoces humilis
- Синиця зеленоспинна, Parus monticolus
- Синиця південноазійська, Parus cinereus
- Синиця гімалайська, Machlolophus xanthogenys
- Синиця королівська, Machlolophus spilonotus

Родина: Жайворонкові (Alaudidae)
- Жайворонок рудохвостий, Ammomanes phoenicura (A)
- Жервінчик сірий, Eremopterix griseus
- Фірлюк чагарниковий, Mirafra cantillans (A)
- Фірлюк великодзьобий, Mirafra assamica
- Фірлюк рудокрилий, Mirafra erythroptera (A)
- Жайворонок рогатий, Eremophila alpestris
- Жайворонок малий, Calandrella brachydactyla (A)
- Calandrella dukhunensis
- Жайворонок тонкодзьобий, Calandrella acutirostris
- Жайворонок довгодзьобий, Melanocorypha maxima (A)
- Жайворонок крихітний, Alaudala raytal
- Жайворонок польовий, Alauda arvensis (A)
- Жайворонок індійський, Alauda gulgula
- Посмітюха звичайна, Galerida cristata

Родина: Тамікові (Cisticolidae)
- Кравчик довгохвостий, Orthotomus sutorius
- Принія гірська, Prinia crinigera
- Принія чорногорла, Prinia atrogularis
- Принія сіроголова, Prinia cinereocapilla
- Принія попеляста, Prinia hodgsonii
- Prinia lepida
- Принія джунглева, Prinia sylvatica
- Принія жовточерева, Prinia flaviventris
- Принія рудочерева, Prinia socialis
- Принія вохристобока, Prinia inornata
- Таміка віялохвоста, Cisticola juncidis
- Таміка золотоголова, Cisticola exilis

Родина: Очеретянкові (Acrocephalidae)
- Очеретянка товстодзьоба, Arundinax aedon
- Берестянка мала, Iduna caligata
- Очеретянка чорноброва, Acrocephalus bistrigiceps (A)
- Очеретянка індійська, Acrocephalus agricola
- Очеретянка тупокрила, Acrocephalus concinens (A)
- Очеретянка садова, Acrocephalus dumetorum
- Очеретянка східна Acrocephalus orientalis (A)
- Очеретянка південна, Acrocephalus stentoreus

Родина: Кобилочкові (Locustellidae)
- Матата болотяна, Megalurus palustris
- Кобилочка співоча, Helopsaltes certhiola (A)
- Кобилочка плямиста, Locustella lanceolata (A)
- Куцокрил бурий, Locustella luteoventris (Ex)
- Куцокрил сибірський, Locustella tacsanowskia
- Кобилочка-цвіркун, Locustella naevia (A)
- Куцокрил тайговий, Locustella davidi (A)
- Куцокрил кашмірський, Locustella kashmirensis (A)
- Куцокрил малий, Locustella thoracica
- Куцокрил іржастий, Locustella mandelli
- Кущавниця смугаста, Schoenicola striatus

Родина: Pnoepygidae
- Тимелія-куцохвіст велика, Pnoepyga albiventer
- Тимелія-куцохвіст непальська, Pnoepyga immaculata (E)
- Тимелія-куцохвіст мала, Pnoepyga pusilla

Родина: Ластівкові (Hirundinidae)
- Ластівка сіровола, Riparia chinensis
- Ластівка берегова, Riparia riparia
- Ластівка бліда, Riparia diluta
- Ластівка скельна, Ptyonoprogne rupestris
- Ластівка сільська, Hirundo rustica
- Ластівка ниткохвоста, Hirundo smithii
- Ластівка даурська, Cecropis daurica
- Ясківка індійська, Petrochelidon fluvicola
- Ластівка міська, Delichon urbicum (A)
- Ластівка азійська, Delichon dasypus
- Ластівка непальська, Delichon nipalensis

Родина: Бюльбюлеві (Pycnonotidae)
- Бюльбюль чорночубий, Rubigula flaviventris
- Бюльбюль строкатий, Alcurus striatus
- Бюльбюль червоночубий, Pycnonotus cafer
- Бюльбюль червоногузий, Pycnonotus jocosus
- Бюльбюль білощокий, Pycnonotus leucogenys
- Бюльбюль-бородань білолобий, Alophoixus flaveolus
- Горована гімалайська, Hypsipetes leucocephalus
- Оливник попелястий, Hemixos flavala
- Оливник гірський, Ixos mcclellandii

Родина: Вівчарикові (Phylloscopidae)
- Вівчарик сірогорлий, Phylloscopus maculipennis
- Вівчарик золотосмугий, Phylloscopus pulcher
- Вівчарик лісовий, Phylloscopus inornatus
- Вівчарик алтайський, Phylloscopus humei
- Вівчарик золотомушковий, Phylloscopus proregulus
- Вівчарик непальський, Phylloscopus chloronotus
- Вівчарик тонкодзьобий, Phylloscopus tytleri (A)
- Вівчарик товстодзьобий, Phylloscopus schwarzi (A)
- Вівчарик індійський, Phylloscopus griseolus
- Вівчарик гімалайський, Phylloscopus affinis
- Вівчарик бурий, Phylloscopus fuscatus
- Вівчарик темний, Phylloscopus fuligiventer
- Вівчарик китайський, Phylloscopus subaffinis
- Вівчарик світлокрилий, Phylloscopus sindianus
- Вівчарик-ковалик, Phylloscopus collybita
- Вівчарик оливковий, Phylloscopus coronatus
- Скриточуб сірощокий, Phylloscopus poliogenys
- Скриточуб гірський, Phylloscopus burkii
- Скриточуб-свистун, Phylloscopus whistleri
- Вівчарик жовточеревий, Phylloscopus nitidus
- Вівчарик зелений, Phylloscopus trochiloides
- Вівчарик довгодзьобий, Phylloscopus magnirostris
- Скриточуб іржастоголовий, Phylloscopus castaniceps
- Вівчарик чорнобровий, Phylloscopus cantator
- Вівчарик світлоголовий, Phylloscopus occipitalis
- Вівчарик рододендровий, Phylloscopus reguloides
- Скриточуб смугоголовий, Phylloscopus xanthoschistos

Родина: Cettiidae
- Очеретянка світлонога, Urosphena pallidipes
- Очеретянка-куцохвіст далекосхідна, Urosphena squameiceps (A)
- Тезія жовтоброва, Tesia cyaniventer
- Тезія золотоголова, Tesia olivea
- Очеретянка рудолоба, Cettia major
- Очеретянка рудоголова, Cettia brunnifrons
- Тезія червоноголова, Cettia castaneocoronata
- Війчик білобровий, Abroscopus superciliaris
- Війчик рудощокий, Abroscopus albogularis
- Війчик чорнощокий, Abroscopus schisticeps
- Кравчик гірський, Phyllergates cuculatus (A)
- Скриточуб рудоголовий, Tickellia hodgsoni
- Очеретянка вохриста, Horornis fortipes
- Широкохвістка гімалайська, Horornis brunnescens
- Очеретянка непальська, Horornis flavolivacea

Родина: Ополовникові (Aegithalidae)
- Сікорчик тибетський, Leptopoecile sophiae
- Ополовник рудоголовий, Aegithalos concinnus
- Ополовник білогорлий, Aegithalos niveogularis
- Ополовник китайський, Aegithalos iouschistos

Родина: Кропив'янкові (Sylviidae)
- Кропив'янка прудка, Curruca curruca
- Кропив'янка товстодзьоба, Curruca crassirostris (A)

Родина: Суторові (Paradoxornithidae)
- Тимелія вогнехвоста, Myzornis pyrrhoura
- Фульвета золотиста, Lioparus chrysotis
- Тимелія золотиста, Chrysomma sinense
- Тимелія лучна, Chrysomma altirostre
- Фульвета білоброва, Fulvetta vinipectus
- Сутора велика, Conostoma aemodium
- Сутора бронзова, Cholornis unicolor
- Сутора чорноборода, Psittiparus gularis (A)
- Сутора гімалайська, Paradoxornis flavirostris (Ex)
- Сутора бамбукова, Suthora fulvifrons
- Сутора сірощока, Suthora nipalensis

Родина: Окулярникові (Zosteropidae)
- Югина асамська, Yuhina bakeri
- Югина вусата, Yuhina flavicollis
- Югина темнокрила, Yuhina gularis
- Югина рудочерева, Yuhina occipitalis
- Югина мала, Yuhina nigrimenta
- Окулярник південний, Zosterops palpebrosus

Родина: Тимелієві (Timaliidae)
- Тимелія червоноголова, Timalia pileata
- Синчівка жовточерева, Mixornis gularis
- Куртник, Dumetia hyperythra
- Тимелія-темнодзьоб золотиста, Cyanoderma chrysaeum
- Тимелія-темнодзьоб гімалайська, Cyanoderma pyrrhops
- Тимелія-темнодзьоб рудоголова, Cyanoderma ruficeps
- Баблер-рихталик непальський, Spelaeornis caudatus
- Тимелія-криводзьоб маскова, Pomatorhinus ferruginosus
- Тимелія серподзьоба, Pomatorhinus superciliaris
- Тимелія-криводзьоб рудошия, Pomatorhinus ruficollis
- Тимелія-криводзьоб сивоголова, Pomatorhinus schisticeps
- Тимелія-криводзьоб рудощока, Erythrogenys erythrogenys
- Тимелія-темнодзьоб вохриста, Stachyris nigriceps
- Тимелія-клинодзьоб чорновола, Stachyris humei

Родина: Pellorneidae
- Тимелія білоголова, Gampsorhynchus rufulus
- Альципа-крихітка жовтоброва, Schoeniparus cinereus
- Альципа-крихітка білоброва, Schoeniparus castaneceps
- Принія рудогуза, Laticilla burnesii
- Баблер рудоголовий, Pellorneum ruficeps
- Баблер довгодзьобий, Napothera malacoptila (A)
- Тордина бура, Malacocincla abbotti
- Кущавниця велика, Graminicola bengalensis

Родина: Alcippeidae
- Альципа непальська, Alcippe nipalensis

Родина: Leiothrichidae
- Чагарниця гірська, Grammatoptila striata
- Кутія гімалайська, Cutia nipalensis
- Кратеропа непальська, Turdoides nipalensis (E)
- Кратеропа довгохвоста, Argya caudata
- Кратеропа смугастоголова, Argya earlei
- Кратеропа асамська, Argya longirostris
- Кратеропа сіра, Argya malcolmi
- Кратеропа попеляста, Argya striata
- Чагарниця чубата, Garrulax leucolophus
- Чагарниця горжеткова, Garrulax monileger
- Ianthocincla rufogularis
- Чагарниця лісова, Ianthocincla ocellata
- Чагарниця пекторалова, Pterorhinus pectoralis
- Чагарниця білогорла, Pterorhinus albogularis
- Тимельовець гімалайський, Pterorhinus ruficollis
- Тимельовець білочеревий, Pterorhinus caerulatus
- Чагарниця темноброва, Trochalopteron lineatum
- Чагарниця золотокрила, Trochalopteron subunicolor
- Чагарниця сизокрила, Trochalopteron squamatum
- Чагарниця чорнохвоста, Trochalopteron variegatum
- Чагарниця чорнощока, Trochalopteron affine
- Чагарниця іржастоголова, Trochalopteron erythrocephalum
- Джоя руда, Heterophasia capistrata
- Сибія довгохвоста, Heterophasia picaoides
- Мезія сріблястощока, Leiothrix argentauris
- Мезія жовтогорла, Leiothrix lutea
- Мінла рудохвоста, Minla ignotincta
- Джоя рудоспинна, Leioptila annectens
- Мінла карміновокрила, Liocichla phoenicea
- Сибія непальська, Actinodura nipalensis
- Сибія рудолоба, Actinodura egertoni
- Сіва, Actinodura cyanouroptera
- Мінла рудоголова, Actinodura strigula

Родина: Золотомушкові (Regulidae)
- Золотомушка жовточуба, Regulus regulus

Родина: Стінолазові (Tichodromidae)
- Стінолаз, Tichodroma muraria

Родина: Повзикові (Sittidae)
- Повзик каштановий, Sitta castanea
- Повзик іржастий, Sitta cinnamoventris
- Повзик кашмірський, Sitta cashmirensis
- Повзик гімалайський, Sitta himalayensis
- Повзик білощокий, Sitta leucopsis
- Повзик червонодзьобий, Sitta frontalis

Родина: Підкоришникові (Certhiidae)
- Підкоришник високогірний, Certhia hodgsoni
- Підкоришник гімалайський, Certhia himalayana
- Підкоришник непальський, Certhia nipalensis
- Підкоришник вохристий, Certhia discolor

Родина: Воловоочкові (Troglodytidae)
- Волове очко, Troglodytes troglodytes

Родина: Elachuridae
- Баблер-рихтарик плямистий, Elachura formosa

Родина: Пронуркові (Cinclidae)
- Пронурок біловолий, Cinclus cinclus
- Пронурок бурий, Cinclus pallasii

Родина: Шпакові (Sturnidae)
- Gracula religiosa
- Шпак звичайний, Sturnus vulgaris
- Шпак рожевий, Pastor roseus (A)
- Шпак даурський, Agropsar sturninus (A)
- Шпак строкатий, Gracupica contra
- Шпачок брамінський, Sturnia pagodarum
- Шпачок сіроголовий, Sturnia malabarica
- Майна індійська, Acridotheres tristis
- Майна берегова, Acridotheres ginginianus
- Майна джунглева, Acridotheres fuscus
- Мерл азійський, Saroglossa spilopterus

Родина: Дроздові (Turdidae)
- Лазурець, Grandala coelicolor
- Квічаль довгохвостий, Zoothera dixoni
- Квічаль гімалайський, Zoothera mollissima
- Квічаль тибетський, Zoothera salimalii
- Квічаль довгодзьобий, Zoothera marginata
- Квічаль гірський, Zoothera monticola
- Квічаль строкатий, Zoothera dauma
- Кохоа пурпуровий, Cochoa purpurea
- Кохоа зелений, Cochoa viridis (A)
- Квічаль індійський, Geokichla wardii
- Квічаль вогнистоголовий, Geokichla citrina
- Дрізд-омелюх, Turdus viscivorus
- Дрізд чорний, Turdus merula (A)
- Дрізд сірокрилий, Turdus boulboul
- Дрізд індостанський, Turdus simillimus
- Дрізд індійський, Turdus unicolor
- Дрізд індокитайський, Turdus dissimilis (A)
- Дрізд буроголовий, Turdus feae (A)
- Дрізд вузькобровий, Turdus obscurus
- Дрізд рододендровий, Turdus kessleri
- Дрізд тибетський, Turdus maximus
- Дрізд гімалайський, Turdus albocinctus
- Дрізд каштановий, Turdus rubrocanus
- Дрізд чорноволий, Turdus atrogularis
- Дрізд рудоволий, Turdus ruficollis
- Дрізд темний, Turdus eunomus

Родина: Мухоловкові (Muscicapidae)
- Мухоловка сибірська, Muscicapa sibirica
- Мухоловка руда, Muscicapa ferruginea
- Мухоловка бура, Muscicapa dauurica
- Мухоловка бамбукова, Muscicapa muttui (A)
- Тарабіла, Copsychus fulicatus
- Шама індійська, Copsychus saularis
- Шама білогуза, Copsychus malabaricus
- Мухоловка діамантова, Anthipes monileger
- Нільтава бліда, Cyornis poliogenys
- Нільтава лазурова, Cyornis unicolor
- Нільтава синьоголова, Cyornis rubeculoides
- Нільтава гімалайська, Cyornis magnirostris
- Нільтава вохристовола, Cyornis tickelliae
- Нільтава велика, Niltava grandis
- Нільтава мала, Niltava macgrigoriae
- Нільтава рудочерева, Niltava sundara
- Мухоловка бірюзова, Eumyias thalassinus
- Алікорто рудоспинний, Heteroxenicus stellatus
- Алікорто малий, Brachypteryx leucophris
- Алікорто індиговий, Brachypteryx cruralis
- Соловейко білобровий, Larvivora brunnea
- Соловейко синій, Larvivora cyane (A)
- Горихвістка короткокрила, Luscinia phaenicuroides
- Синьошийка, Luscinia svecica
- Аренга велика, Myophonus caeruleus
- Вилохвістка гірська, Enicurus scouleri
- Вилохвістка плямиста, Enicurus maculatus
- Вилохвістка чорноспинна, Enicurus immaculatus
- Вилохвістка маскова, Enicurus schistaceus
- Соловейко червоногорлий, Calliope calliope
- Соловейко білохвостий, Calliope pectoralis
- Соловейко біловусий, Calliope tschebaiewi
- Підпаленик білохвостий, Myiomela leucura
- Синьохвіст гімалайський, Tarsiger rufilatus
- Синьохвіст рудоволий, Tarsiger hyperythrus
- Синьохвіст білобровий, Tarsiger indicus
- Синьохвіст золотистий, Tarsiger chrysaeus
- Мухоловка соснова, Ficedula erithacus
- Мухоловка гімалайська, Ficedula tricolor
- Мухоловка білоброва, Ficedula hyperythra
- Нільтава-крихітка, Ficedula hodgsoni
- Мухоловка сірощока, Ficedula strophiata
- Мухоловка сапфірова, Ficedula sapphira
- Мухоловка широкоброва, Ficedula westermanni
- Мухоловка ультрамаринова, Ficedula superciliaris
- Мухоловка рудохвоста, Ficedula ruficauda
- Мухоловка північна, Ficedula albicilla
- Мухоловка кашмірська, Ficedula subrubra (A)
- Мухоловка мала, Ficedula parva (A)
- Горихвістка синьолоба, Phoenicurus frontalis
- Горихвістка сиза, Phoenicurus fuliginosus
- Горихвістка рудоспинна, Phoenicurus erythronotus
- Горихвістка водяна, Phoenicurus leucocephalus
- Горихвістка синьоголова, Phoenicurus coeruleocephala
- Горихвістка китайська, Phoenicurus hodgsoni
- Горихвістка білосмуга, Phoenicurus schisticeps
- Горихвістка червоночерева, Phoenicurus erythrogastrus
- Горихвістка чорна, Phoenicurus ochruros
- Горихвістка сибірська, Phoenicurus auroreus (A)
- Скеляр рудочеревий, Monticola rufiventris
- Скеляр білокрилий, Monticola cinclorhyncha
- Скеляр строкатий, Monticola saxatilis (A)
- Скеляр синій, Monticola solitarius
- Трав'янка велика, Saxicola insignis
- Saxicola maurus
- Трав'янка білохвоста, Saxicola leucurus
- Трав'янка чорна, Saxicola caprata
- Трав'янка строката, Saxicola jerdoni (A)
- Трав'янка сіра, Saxicola ferreus
- Кам'янка звичайна, Oenanthe oenanthe (A)
- Кам'янка попеляста, Oenanthe isabellina
- Кам'янка пустельна, Oenanthe deserti
- Кам'янка лиса, Oenanthe pleschanka
- Oenanthe fusca
- Oenanthe picata
- Oenanthe chrysopygia (A)

Родина: Омелюхові (Bombycillidae)
- Омелюх звичайний, Bombycilla garrulus (A)

Родина: Квіткоїдові (Dicaeidae)
- Квіткоїд товстодзьобий, Dicaeum agile
- Квіткоїд смугастогрудий, Dicaeum chrysorrheum
- Квіткоїд жовточеревий, Dicaeum melanozanthum
- Квіткоїд індійський, Dicaeum erythrorhynchos
- Квіткоїд індокитайський, Dicaeum minullum
- Квіткоїд червоноволий, Dicaeum ignipectus
- Квіткоїд червоний, Dicaeum cruentatum

Родина: Нектаркові (Nectariniidae)
- Саїманга червонощока, Chalcoparia singalensis
- Маріка пурпурова, Cinnyris asiaticus
- Сіпарая гімалайська, Aethopyga ignicauda
- Сіпарая чорногруда, Aethopyga saturata
- Сіпарая жовточерева, Aethopyga gouldiae
- Сіпарая непальська, Aethopyga nipalensis
- Сіпарая червона, Aethopyga siparaja
- Павуколов малий, Arachnothera longirostra
- Павуколов смугастий, Arachnothera magna

Родина: Іренові (Irenidae)
- Ірена блакитна, Irena puella

Родина: Зеленчикові (Chloropseidae)
- Зеленчик золотолобий, Chloropsis aurifrons
- Зеленчик золоточеревий, Chloropsis hardwickii

Родина: Ткачикові (Ploceidae)
- Ткачик смугастий, Ploceus manyar
- Бая, Ploceus philippinus
- Ткачик великодзьобий, Ploceus megarhynchus (A)
- Ткачик бенгальський, Ploceus benghalensis

Родина: Астрильдові (Estrildidae)
- Бенгалик червоний, Amandava amandava
- Сріблодзьоб індійський, Euodice malabarica
- Мунія гострохвоста, Lonchura striata
- Мунія іржаста, Lonchura punctulata
- Мунія трибарвна, Lonchura malacca
- Мунія чорноголова, Lonchura atricapilla

Родина: Тинівкові (Prunellidae)
- Тинівка альпійська, Prunella collaris
- Тинівка гімалайська, Prunella himalayana
- Тинівка рудовола, Prunella rubeculoides
- Тинівка рудоброва, Prunella strophiata
- Тинівка бліда, Prunella fulvescens
- Тинівка чорногорла, Prunella atrogularis
- Тинівка тибетська, Prunella immaculata

Родина: Горобцеві (Passeridae)
- Горобець хатній, Passer domesticus
- Горобець чорногрудий, Passer hispaniolensis (A)
- Горобець рудий, Passer cinnamomeus (A)
- Горобець польовий, Passer montanus
- Горобець лимонногорлий, Gymnornis xanthocollis
- Горобець чорнокрилий, Montifringilla adamsi
- Ніверол білогузий, Montifringilla taczanowskii
- Ніверол рудошиїй, Montifringilla ruficollis
- Ніверол високогірний, Montifringilla blanfordi

Родина: Плискові (Motacillidae)
- Плиска деревна, Dendronanthus indicus (A)
- Плиска гірська, Motacilla cinerea
- Плиска жовта, Motacilla flava
- Плиска аляскинська, Motacilla tschutschensis (A)
- Плиска жовтоголова, Motacilla citreola
- Плиска білоброва, Motacilla maderaspatensis
- Плиска біла, Motacilla alba
- Щеврик азійський, Anthus richardi
- Щеврик іржастий, Anthus rufulus
- Щеврик довгодзьобий, Anthus similis
- Щеврик забайкальський, Anthus godlewskii
- Щеврик польовий, Anthus campestris (A)
- Щеврик гімалайський, Anthus sylvanus
- Щеврик рожевий, Anthus roseatus
- Щеврик лісовий, Anthus trivialis
- Щеврик оливковий, Anthus hodgsoni
- Щеврик червоногрудий, Anthus cervinus
- Щеврик гірський, Anthus spinoletta (A)
- Щеврик американський, Anthus rubescens

Родина: В'юркові (Fringillidae)
- Зяблик звичайний, Fringilla coelebs
- В'юрок, Fringilla montifringilla
- Коструба афганська, Mycerobas icterioides
- Коструба пекторалова, Mycerobas affinis
- Коструба плямистокрила, Mycerobas melanozanthos
- Коструба арчева, Mycerobas carnipes
- Чечевиця звичайна, Carpodacus erythrinus
- Смеречник вогнистий, Carpodacus sipahi
- Чечевиця гімалайська, Carpodacus pulcherrimus
- Чечевиця рожевогорла, Carpodacus edwardsii
- Чечевиця червоноброва, Carpodacus rodochroa
- Чечевиця рубінова, Carpodacus rodopeplus
- Чечевиця вишнева, Carpodacus vinaceus
- Чечевиця високогірна, Carpodacus rubicilloides
- Чечевиця велика, Carpodacus rubicilla
- Чечевиця червоногорла, Carpodacus puniceus
- Смеречник гімалайський, Carpodacus subhimachalus
- Чечевиця темнощока, Carpodacus trifasciatus (A)
- Чечевиця білоброва, Carpodacus thura
- Pyrrhula nipalensis
- Pyrrhula erythrocephala
- Снігур сіроголовий, Pyrrhula erythaca (A)
- Снігар монгольський, Bucanetes mongolicus (A)
- Чечевиця китайська, Agraphospiza rubescens
- Кіпаль золотоголовий, Pyrrhoplectes epauletta
- Армілка гімалайська, Callacanthis burtoni
- Procarduelis nipalensis
- Катуньчик арчевий, Leucosticte nemoricola
- Катуньчик перлистий, Leucosticte brandti
- Chloris spinoides
- Чечітка гірська, Linaria flavirostris
- Коноплянка, Linaria cannabina (A)
- Шишкар ялиновий, Loxia curvirostra
- Щиглик звичайний, Carduelis carduelis
- Щедрик королівський, Serinus pusillus
- Spinus thibetanus
- Чиж лісовий, Spinus spinus (A)

Родина: Вівсянкові (Emberizidae)
- Вівсянка чубата, Emberiza lathami
- Вівсянка чорноголова, Emberiza melanocephala (A)
- Вівсянка рудоголова, Emberiza bruniceps (A)
- Вівсянка сіроголова, Emberiza fucata
- Вівсянка гірська, Emberiza cia
- Вівсянка східна, Emberiza godlewskii
- Вівсянка сріблистоголова, Emberiza stewarti (A)
- Вівсянка звичайна, Emberiza citrinella
- Вівсянка білоголова, Emberiza leucocephalos
- Вівсянка скельна, Emberiza buchanani (A)
- Вівсянка строкатоголова, Emberiza striolata (A)
- Вівсянка очеретяна, Emberiza schoeniclus (A)
- Вівсянка лучна, Emberiza aureola
- Вівсянка-крихітка, Emberiza pusilla
- Вівсянка-ремез, Emberiza rustica (A)
- Вівсянка сибірська, Emberiza spodocephala
- Вівсянка руда, Emberiza rutila (A)